# Terbinafina
Terbinafina é uma substância, derivada da alilamina, utilizada como medicamento para infecções das unhas devidas a dermatófitos e onicomicoses. 
Pertencente ao grupo dos medicamentos antiinfecciosos e antifúngicos.

## Classificação
- MSRM
- ATC
  - D01AE15
  - D01BA02
- CAS
  - Terbinafina - 91161-71-6
  - Cloridrato de terbinafina - 78628-80-5

## Fórmula molecular
- Terbinafina

C21H25N
- Cloridrato de terbinafina

C21H26ClN ou C21H25N.HCl

## Contra-indicações
- Gravidez e aleitamento
- Insuficiência renal e hepática
- Não está indicado para o tratamento em crianças

## Efeitos adversos
- Mal estar, dores de estômago, diarreia, dores de cabeça, dores musculares e nas articulações, perda de apetite, erupções cutâneas, comichão, tosse e icterícia.

## Interações medicamentosas
- A Rifampicina reduz as concentrações de terbinafina oral no sangue, bem como a sua eficácia. A Cimetidina e o Fluconazol podem aumentar os níveis sanguíneos de terbinafina o que pode desencadear o aumento do risco de efeitos secundários.

## Nomes comerciais
| Nome do medicamento | Países onde é comercializado |
| Lamisil             | África do Sul, Alemanha, Argentina, Austrália, Áustria, Bélgica, Brasil, Canadá, Chile, Dinamarca, Espanha, Estados Unidos da América, Finlândia, França, Grécia, Hong Kong, Hungria, Índia, Inglaterra, Irlanda, Israel, Itália, Malásia, México, Noruega, Nova Zelândia, Países Baixos, Portugal, Singapura, Suécia, Suíça, Tailândia |
| Maditez             | Argentina |
| Terekol             | Argentina |
| Daskil              | Áustria, Itália |
| Finex               | Brasil, Chile |
| Micosil             | Brasil |
| Dermoxyl            | Chile |
| Micoset             | Chile |
| Micostop            | Chile |
| Terfex              | Chile |
| Romiver             | Grécia |
| Terbafin            | Grécia |
| Termisil            | Grécia |
| Terbisil            | Hungria |
| Daskyl              | Portugal |
| DesenexMax          | Estados Unidos da América |